# 島本理生
島本 理生（しまもと りお、1983年〈昭和58年〉5月18日 - ）は、日本の小説家。女性。

## 経歴
東京都板橋区生まれ。母は舞踏家・鍼灸師。島本が幼少期に実の父と離婚。その後すぐに母は再婚するが島本の高校進学以降に離婚し、母子家庭になる。母子家庭の経験はのちに『リトル・バイ・リトル』に反映されている。
小学生のころから小説を書き始める。1998年、15歳のときに「ヨル」が『鳩よ!』掌編小説コンクール第2期10月号に当選、年間MVPを受賞する。
17歳でデビュー。2001年、『シルエット』が第44回群像新人文学賞の優秀作に選ばれる。2003年、『リトル・バイ・リトル』で第128回芥川龍之介賞候補。同年、東京都立新宿山吹高等学校を卒業し、立教大学文学部に入学（2006年に中退）、『リトル・バイ・リトル』で第25回野間文芸新人賞を受賞。受賞時20歳で、同賞史上最年少の受賞となる。
2004年、『生まれる森』が第130回芥川龍之介賞候補となる。2005年、『ナラタージュ』が第18回山本周五郎賞候補となる。同作品は「この恋愛小説がすごい！ 2006年版」（宝島社）第1位、「本の雑誌が選ぶ上半期ベスト10」で第1位、本屋大賞で第6位、23万部を超えるベストセラーとなった。なおこの作品の執筆で半年間キーボードを叩き続けたため腱鞘炎になったという。2006年、3月12日放送のTBS系『王様のブランチ』で『ナラタージュ』特集が組まれ、初めてテレビに出演。同年『大きな熊が来る前に、おやすみ。』が第135回芥川龍之介賞候補。同年末に佐藤友哉と結婚。その後離婚するも、2010年末に復縁し再婚。2011年に第一子を出産。
2007年、『群像』掲載の「Birthday」が第33回川端康成文学賞候補となる。2008年、ファッション雑誌『ViVi』（講談社刊）で2003年から2006年まで連載されたエッセイ『CHICAライフ』が単行本化される。2011年、『アンダスタンド・メイビー』で第145回直木三十五賞候補。2013年、角川書店の電子文芸誌『小説屋Sari-Sari』で2009年から2011年に連載していたエッセイ『B級恋愛グルメのすすめ』が単行本化。2015年、『Red』で第21回島清恋愛文学賞受賞、『夏の裁断』で第153回芥川龍之介賞候補。2018年、『ファーストラヴ』で第159回直木三十五賞受賞。2021年、『2020年の恋人たち』で第1回「本屋が選ぶ大人の恋愛小説大賞」（主催：文藝春秋）を受賞。

## その他
シンガーソングライターの柳田久美子とは親交があり、柳田のミニアルバム『リトル・バイ・リトル』のタイトルは島本の小説に由来する。
同じ小説家では海猫沢めろんとの交友があり、島本のエッセイでは「同業者のM氏」としてよくエピソードに登場することがあった。島本2冊目のエッセイ集で「友人M氏のことをもっと知りたい方は、自伝的小説『全滅脳フューチャー!!!』（太田出版刊）を読んでみて下さい」と綴り、M氏=海猫沢であると明かしている。また、2010年に文芸誌『文藝』にて企画された島本の特集記事で、島本の生まれてから2010年までの出来事を振り返ったロングインタビューの聞き手を務めたのも海猫沢である。

## 作品リスト

### 単著
- 『シルエット』（講談社、2001年10月 / 講談社文庫、2004年11月 / 新装版、角川文庫、2018年4月）
  - シルエット（『群像』2001年6月号）
  - 植物たちの呼吸（『鳩よ!』1999年10月号）
  - ヨル（『鳩よ!』1998年10月号）
- 『リトル・バイ・リトル』（講談社、2003年1月 / 講談社文庫、2006年1月 / 新装版、角川文庫、2018年5月） 
  - 初出 『群像』2002年11月号
- 『生まれる森』（講談社、2004年1月 / 講談社文庫、2007年5月 / 新装版、角川文庫、2018年7月） 
  - 初出 『群像』2003年10月号
- 『ナラタージュ』（角川書店、2005年2月 / 角川文庫、2008年2月）
  - 書き下ろし
- 『一千一秒の日々』（マガジンハウス、2005年6月 / 角川文庫、2009年2月、）
  - 風光る（『ウフ.』2004年3月号）
  - 七月の通り雨（『ウフ.』2004年5月号）
  - 青い夜、緑のフェンス（『ウフ.』2004年7月号）
  - 夏の終わる部屋（『ウフ.』2004年9月号）
  - 屋根裏から海へ（『ウフ.』2004年11月号）
  - 新しい旅の終わりに（『ウフ.』2005年1月号）
  - 夏めく日（『ダ・ヴィンチ』2004年4月号）
- 『大きな熊が来る前に、おやすみ。』（新潮社、2007年3月 / 新潮文庫、2010年2月）
  - 大きな熊が来る前に、おやすみ。（『新潮』2006年1月号、単行本収録にあたり大幅改稿）
  - クロコダイルの午睡（『新潮』2006年9月号）
  - 猫と君のとなり（書き下ろし）
- 『あなたの呼吸が止まるまで』（新潮社、2007年8月 / 新潮文庫、2011年2月）
  - 初出 『新潮』2007年3月号
- 『クローバー』（角川書店、2007年11月 / 角川文庫、2011年1月）
  - 『野性時代』2005年12月号、2006年5月号、7月号、9月号、11月号、2007年1月号、3月号、5月号
- 『波打ち際の蛍』（角川書店、2008年7月 / 角川文庫、2012年7月）
  - 『野性時代』2007年12月号 - 2008年4月号
- 『君が降る日』（幻冬舎、2009年3月 / 幻冬舎文庫、2012年4月）
  - 君が降る日（『papyrus』vol.4、vol.17、vol.19）
  - 冬の動物園（『papyrus』vol.9）
  - 野ばら（『papyrus』vol.14）
- 『真綿荘の住人たち』（文藝春秋、2010年2月 / 文春文庫、2013年1月）
  - 青少年のための手引き（『別册文藝春秋』第278号（2008年11月号））
  - 清潔な視線（『別册文藝春秋』第279号（2009年1月号））
  - シスター（『別册文藝春秋』第280号（2009年3月号））
  - 海へ向かう魚たち（『別册文藝春秋』第281号、第282号（2009年5月号、7月号））
  - 押し入れの傍観者（『別册文藝春秋』第283号（2009年9月号））
  - 真綿荘の恋人（『別册文藝春秋』第284号（2009年11月号））
- 『あられもない祈り』（河出書房新社、2010年5月 / 河出文庫、2013年7月）
  - 初出『文藝』2010年春季号
- 『アンダスタンド・メイビー』上・下（中央公論新社、2010年12月 / 中公文庫、2014年1月）
  - 書き下ろし
- 『七緒のために』（講談社、2012年10月 / 講談社文庫、2016年4月）
  - 七緒のために（『群像』2010年1月号）
  - 水の花火（『群像』2001年11月号）
- 『よだかの片想い』 （集英社、2013年4月 / 集英社文庫、2015年9月）
  - 『小説すばる』2012年9月号 - 11月号
- 『週末は彼女たちのもの』（幻冬舎文庫、2013年8月）
  - 「LUMINE」ホームページ掲載のショートショート集に書き下ろしエピソードを加えて文庫オリジナルで書籍化。
- 『Red』（中央公論新社、2014年9月 / 中公文庫、2017年9月）
  - 「読売プレミアム」2013年5月8日 - 2014年8月15日掲載分に加筆修正を加えて書籍化。
- 『夏の裁断』（文藝春秋、2015年8月 / 文春文庫、2018年7月）
  - 夏の裁断（『文學界』2015年6月号）
    - 秋の通り雨（文庫書き下ろし）
    - 冬の沈黙（文庫書き下ろし）
    - 春の結論（文庫書き下ろし）
- 『匿名者のためのスピカ』（祥伝社、2015年7月 / 祥伝社文庫、2018年6月）[24]
  - 『Feel Love』10号 - 13号、18号 - 21号
- 『イノセント』 （集英社、2016年4月 / 集英社文庫、2018年11月）
  - 『小説すばる』2014年10月号 - 2015年6月号、8月号 - 12月号
- 『わたしたちは銀のフォークと薬を手にして』[25]（幻冬舎、2017年6月 / 幻冬舎文庫、2020年4月）
  - 『Papyrus』vol.58 - 67、『小説幻冬』vol.1 - 3、『BIRD』vol.5「蟹と、苺と金色の月」
- 『ファーストラヴ』（文藝春秋、2018年5月 / 文春文庫、2020年2月）
  - 『別冊文藝春秋』2016年7月号 - 2018年1月号
- 『あなたの愛人の名前は』（集英社、2018年12月 / 集英社文庫、2021年12月）
  - 足跡（『小説すばる』2017年4月号）
  - 蛇猫奇譚（『小説すばる』2017年2月号）
  - あなたは知らない（『小説すばる』2017年6月号）
  - 俺だけが知らない（ 『小説すばる』2017年11月号）
  - 氷の夜に（『小説すばる』2018年4月号）
  - あなたの愛人の名前は（『小説すばる』2018年8月号）
- 『夜はおしまい』（講談社、2019年10月 / 講談社文庫、2022年3月）[26]
  - 夜のまっただなか（『群像』2014年11月号）
  - サテライトの女たち（『群像』2015年3月号）
  - 雪ト逃ゲル（『群像』2015年8月号 - 9月号）
  - 静寂（『群像』2015年12月号）
- 『まっくろいたちのレストラン』（岩崎書店〈恋の絵本・3〉、2020年5月）
- 『2020年の恋人たち』（中央公論新社、2020年11月 / 中公文庫、2023年12月）
- 『星のように離れて雨のように散った』（文藝春秋、2021年7月 / 文春文庫、2023年9月）
- 『憐憫』（朝日新聞出版、2022年11月）
- 『天使は見えないから、描かない』（新潮社、2025年1月）

### アンソロジー
- Inside（『小説推理』2004年7月号）
  - 『Teen Age』（2004年11月18日、双葉社、ISBN 9784575235098）に収録。のち文庫化。
- 最後の教室（『野性時代』2004年3月号）
  - 『コイノカオリ』（2004年12月20日、角川書店、ISBN 9784048735773）に収録。のち文庫化。
- 雪の夜に帰る（『野性時代』2004年12月号）
  - 『クリスマス・ストーリーズ』（2005年11月30日、角川書店、ISBN 9784048736671）に収録。
    - 上記アンソロジー集は『聖なる夜に君は』に改題され文庫化（2009年11月25日、角川文庫 ISBN 9784043860036）
- 遠ざかる夜（書き下ろし）
  - 『私らしくあの場所へ』（2006年3月24日、講談社、ISBN 9784062133920）に収録。のち文庫化。
- 初恋（『non-no』2006年5月号）
  - 『恋のトビラ』（2008年5月7日、集英社、ISBN 9784087804898）に収録。のち文庫化。
- ココア（『papyrus』vol.16）
  - 『スタートライン 始まりをめぐる19の物語』（2010年4月6日、幻冬舎、ISBN 9784344414532）に収録。のち文庫化。
- さよなら、猫（書き下ろし）
  - 『こどものころにみた夢』（2008年6月9日、講談社、ISBN 9784062147651）に収録。のち文庫化。
- 捨て子たちの午後（『STORY BOX』別冊『STORY BOX JAPAN 青森へ』2010年11月）
  - 『旅の終わり、始まりの旅』（2012年3月6日、小学館、ISBN 9784094087055）に収録。
- ときめき（『yom yom』vol.18）
  - 『最後の恋 プレミアム つまり、自分史上最高の恋。』（2011年12月1日、新潮文庫、ISBN 9784101201245）に収録。
- きよしこの夜（『小説すばる』2011年8月号）
  - 『いつか、君へ Girls』（2012年6月30日、集英社/集英社文庫、ISBN 9784087468441）に収録。
  - 『短編少女』（2017年4月25日、集英社文庫、ISBN 9784087455731）にも収録。
- 壊れた妹のためのトリック（『ダ・ヴィンチ』2014年5月号）
  - 『本をめぐる物語 小説よ、永遠に』（2015年11月25日、角川文庫、ISBN 9784041026137）に収録。
- ドイツ料理屋「アイスバイン」（『asta*』2015年4月号）
  - 『明日町こんぺいとう商店街3 招きうさぎと七軒の物語』（2016年9月5日、ポプラ文庫、ISBN 9784591151341）に収録。
- 消え残る（書き下ろし）※ 佐藤友哉との共著
  - 『アイアムアヒーロー THE NOVEL』（2016年4月7日、小学館、ISBN 9784091876782）に収録。のち文庫化。
- ラプンツェルの思い出 （『asta*』2016年7月号）
  - 『リアルプリンセス』（2017年1月11日、ポプラ社、ISBN 9784591152409）に収録。のち文庫化。
- 私だけの所有者（書き下ろし）
  - 『はじめての』（2022年2月15日、水鈴社（発売：文藝春秋）、ISBN 9784164010044）に収録。

### 単行本未収録作品
- summer time (『JUNON』2003年8月号)
- 1/2の手紙（電子書籍配信サイトTimebook Town 2005年3月1日配本）
- Birthday（『群像』2006年10月号）
- ゆうなぎ（『小説宝石』2007年1月号）
- 瞳は君ゆえに（『SEVENTEEN』2007年6月30日号（No.16） - 7月14日号（No.17））
TEENS HAPPY PROJECTの一環として制作された柳田久美子の楽曲「青春の輝き」にインスパイアされ、執筆。ラジオドラマ化（徳永えり主演）され、同年8月13日から8月16日にかけてニッポン放送『東貴博のヤンピース』番組内で放送（4夜連続）。作品のドラマ化は初。
- オクターヴを駆け抜けて（『野性時代』2011年1月号 - 5月号（第1部）、2012年7月号 - （第2部））
- たそがれ（『群像』2012年1月号）

### エッセイ等
- CHICAライフ - 2003〜2006年のできごと（2008年6月26日、講談社 ISBN 9784062147941）
  - 『ViVi』2003年7月号 - 2006年6月号までの掲載分の書籍化。および加筆修正、各エピソードの後日談、書き下ろしエピソード、『ViVi』連載時にイラスト装飾を担当したおかざき真里との対談を加えた物。
- B級恋愛グルメのすすめ（2013年2月1日、角川書店 ISBN 9784041103470）
  - webサイト『小説屋 sari-sari』2009年6月 - 2011年7月までの掲載（配信）分の書籍化。および加筆修正、各エピソードの後日談、書き下ろしエピソードを加えた物。
    - 後に文庫化（2016年1月23日、角川文庫 ISBN 9784041036273） 文庫化において特別書き下ろしエピソード『夏の長い長い一日』および佐藤友哉による解説を追加。
- 『池澤夏樹=個人編集 日本文学全集』第11巻（河出書房新社、2015年11月）※為永春水「春色梅児誉美」の現代語訳を執筆。
  - 『春色梅児誉美』為永春水作・島本理生訳（河出文庫〈古典新訳コレクション・20〉、2024年2月）
- こんなことしてていいのか日記　島本理生 編（集英社『すばる』 2021年10月号 - 12月号）

## 出演
- タイプライターズ〜物書きの世界〜（2018年10月13日、フジテレビ）